# Quake (videojuego)
Quake es un videojuego de disparos en primera persona publicado por id Software el 22 de junio de 1996. Introdujo algunos de los mayores avances en el género de los videojuegos en 3D: utiliza modelos tridimensionales para los jugadores y los monstruos en vez de sprites bidimensionales; y el mundo donde el juego tiene lugar está creado como un verdadero espacio tridimensional, en vez de ser un mapa bidimensional con información sobre la altura representada en tres dimensiones. También incorporó la utilización de los mapas de luz y las fuentes de luz en tiempo real, descartando la iluminación estática basada en sectores de los juegos anteriores. Ofreció, en su tiempo, uno de los motores físicos más realistas programados para un videojuego hasta la fecha. Muchos creen que proporcionó la plataforma para la revolución de las tarjetas gráficas 3D independientes, «GLQuake» fue la primera aplicación que, en esos días, demostró la capacidad verdadera del chipset Voodoo Graphics de 3DFX. 
La mayoría de la programación del motor del Quake fue realizada por John Carmack. Michael Abrash, un especialista en optimización del rendimiento de los programas, fue contratado para ayudar a que el motor de representación por software fuera posible teniendo en cuenta la velocidad. La banda sonora y efectos de sonido fue compuesta por Trent Reznor.
Quake fue portado a la PlayStation por Lobotomy Software, pero la empresa no consiguió encontrar un editor.

## Argumento
En un futuro no lejano, científicos militares dan sus primeros pasos en la tecnología de la teletransportación, creando los Slipgates (Portales-Pasadizos), artefactos que permiten materializar organismos desde y hasta puntos espaciales distantes. Sin que ellos pudieran prevenirlo, estos aparatos eran capaces —además— de unir dimensiones, produciendo que una de estas instalaciones construyera el puente entre este universo y una realidad plagada de demonios (alusiva al infierno), iniciándose una invasión a gran escala que amenaza con arrasar el planeta. Pronto, los soldados de las bases militares terrestres caen derrotados ante las gigantescas hordas.
En este punto, y sin una introducción gráfica, el jugador toma el rol del último superviviente de un batallón, un anónimo soldado (posteriormente llamado Ranger, en reseña a las fuerzas especiales militares) quien cruza el primer portal e inicia la odisea de derrotar al mayor de estos demonios, un enemigo sumamente poderoso solo conocido por el nombre clave “Quake” (que posteriormente se revelará como Shub-Niggurath, oscura diosa pagana llena de maldad).
Armado solo con una escopeta y un hacha, este soldado iniciará numerosos viajes interdimensionales entre nuestro mundo y el demoníaco, buscando las salidas de los lugares en que aparezca teletransportado, a fin de acercarse cada vez más a Shub-Niggurath y cumplir su misión de exterminarlo.

## Modo multijugador
Quake incluye un modo multijugador para jugar a través de una red de área local o de Internet con o contra otros humanos. El juego en red utiliza un modelo cliente/servidor, donde el juego actual solo se ejecuta en el servidor y todos los jugadores «acceden» a él para participar. Dependiendo de la ruta específica que el cliente tenga al servidor los diferentes clientes obtendrán diferentes tiempos de ping. Cuanto más baja sea la latencia (tiempo de ping), más suavemente será tus movimientos dentro del juego, y más fácil será apuntar correctamente y puntuar. Alguien jugando en el PC servidor obtiene una ventaja sustancial debido al lag prácticamente nulo.

## Expansiones
Hay dos paquetes oficiales de expansión lanzados para Quake.
Los paquetes de expansión continúan donde el primer juego terminó, incluyen todas las mismas armas, power-ups, monstruos y arquitectura / atmósfera gótica, y continúan / terminan la historia del primer juego y su protagonista. Un tercer paquete no oficial de expansión, Abyss of Pandemonium, fue desarrollado por Impel Development Team, publicado por Perfect Publishing, y publicado el 14 de abril de 1998; Una versión actualizada, versión 2.0, titulada Abyss of Pandemonium - The Final Mission fue lanzado como freeware. En honor del quinto aniversario de Quake, MachineGames, un estudio de ZeniMax Media, propietarios actuales de Quake ,lanzó en línea un nuevo paquete de expansión gratuito llamado Episode 5: Dimensión of the past.

### Quake Mission Pack No. 1: Scourge of Armagon
Quake Mission Pack No. 1: Scourge of Armagon es el primer mission pack, lanzado el 28 de febrero de 1997. Desarrollado por Hipnotic Interactive, presenta tres episodios divididos en diecisiete nuevos niveles de un solo jugador (tres de los cuales son secretos), un episodio Nuevo nivel multijugador, una nueva banda sonora compuesta por Jeehun Hwang, y características de juego no presentes originalmente en Quake, incluyendo estructuras giratorias y paredes rompibles. A diferencia del juego Quake principal y Mission Pack No. 2, Scourge elimina el cubo del episodio, requiriendo que los tres episodios se reproduzcan secuencialmente. Los tres nuevos enemigos que se incluyen son los Centroides, grandes escorpiones cibernéticos con pistolas de clavos; Gremlins, pequeños goblins que pueden robar armas y multiplicarse alimentándose de cadáveres enemigos; Y Spike Mines, orbes flotantes que detonan cuando están cerca del jugador. Las tres nuevas armas incluyen el Mjolnir, un gran martillo emisor de relámpagos; El cañón láser, que dispara rebotes de energía; Y el lanzador de minas de proximidad, que dispara granadas que se adhieren a las superficies y detonar cuando un oponente se acerca. Los tres nuevos power-ups incluyen el Cuerno de Conjuración, que convoca a un enemigo para proteger al jugador; El Escudo de la Empatía, que reduce a la mitad el daño recibido por el jugador entre el jugador y el enemigo atacante; Y el Wetsuit, que hace que el jugador invulnerable a la electricidad y permite al jugador permanecer bajo el agua durante un período de tiempo mayor. 

### Quake Mission Pack No. 2: Dissolution of Eternity
Quake Mission Pack No. 2: Dissolution of Eternity es el segundo mission pack, lanzado el  31 de marzo de 1997. Desarrollado por Rogue Entertainment, presenta dos episodios divididos en quince nuevos niveles de un solo jugador, un nuevo nivel multijugador, una nueva banda sonora , Y varios nuevos enemigos y jefes. En particular, el paquete carece de niveles secretos. Los ocho nuevos enemigos incluyen las anguilas eléctricas, los espadachines fantasma, los ogros de la Multi-Granada, el infierno Spawn, los Wraths, los guardianes (guerreros egipcios egipcios resucitados), las momias y las estatuas de varios enemigos que pueden venir a la vida. Los cuatro nuevos tipos de jefes incluyen a hombres de lava, Overlords, Wraths grandes, y un dragón que guarda el "convertidor de energía temporal". Los dos nuevos power-ups incluyen el Anti Grav Belt, que permite al jugador saltar más alto; Y el Power Shield, que reduce el daño que el jugador recibe. En lugar de ofrecer nuevas armas, el paquete de misión le da al jugador cuatro nuevos tipos de munición para las armas existentes, como "clavos de lava" para el Nailgun, clúster grenades para el lanzador de granadas, cohetes que se dividen en cuatro en una línea horizontal para el cohete Lanzador, y las células plasmáticas para el rayo, así como un gancho para ayudar con moverse alrededor de los niveles..

### VQuake
A finales de 1996, id Software lanzó VQuake, un port official del motor Quake para soportar la renderización acelerada de hardware en tarjetas gráficas usando el chipset Rendition Vérité. Aparte del beneficio esperado de un rendimiento mejorado, VQuake ofreció numerosas mejoras visuales sobre el original Quake. Cuenta con un completo color de 16 bits, filtrado bilineal (reducción de la pixelación), iluminación dinámica mejorada, anti-aliasing opcional y claridad de código fuente mejorada. Como su nombre implicaba, VQuake era un puerto propietario específicamente para el chipset Vérité; La aceleración 3D del consumidor estaba en su infancia en ese momento, y no había una API 3D estándar para el mercado de consumo. Después de completar VQuake, John Carmack prometió nunca volver a escribir un puerto propietario, citando su frustración con la API Speedy3D de Rendition.

### QuakeWorld
Ir al Artículo: QuakeWorld
Para mejorar la calidad del juego en línea, Id Software lanzó QuakeWorld el 17 de diciembre de 1996, una versión de Quake que incluía un código de red ampliamente mejorado, incluyendo la adición de la predicción del lado del cliente. El código de red de Quake original no mostraría al jugador los resultados de sus acciones hasta que el servidor enviara una respuesta reconociéndolas. Por ejemplo, si el jugador intentaba avanzar, su cliente enviaría la solicitud para avanzar al servidor y el servidor determinaría si el cliente era realmente capaz de avanzar o si se topaba con un obstáculo, como una pared O de otro jugador. El servidor respondería entonces al cliente, y solo entonces el cliente mostraría el movimiento al reproductor. Esto estaba bien para jugar en una LAN, con un ancho de banda alto, pero la latencia sobre una conexión a Internet de acceso telefónico es mucho mayor que en una LAN, y esto causó un retraso notable entre cuando un jugador trataba de actuar y Cuando esa acción era visible en la pantalla. Esto hizo que la jugabilidad fuera mucho más difícil, especialmente porque la naturaleza impredecible de Internet hacía que la cantidad de retraso variaba de un momento a otro.

### GLQuake
El 22 de enero de 1997, id Software lanzó GLQuake. Esto fue diseñado para usar la API OpenGL 3D para acceder a las tarjetas de aceleración de gráficos 3D de hardware para rasterizar los gráficos(Modo Software), en lugar de tener la CPU de la computadora en cada píxel. Además de velocidades de fotogramas más altas para la mayoría de los jugadores, GLQuake proporciona modos de resolución más alta y filtrado de texturas. GLQuake también experimentó con reflejos, agua transparente e incluso sombras rudimentarias. GLQuake viene con un controlador que permite que el subconjunto de OpenGL utilizado por el juego funcione en la tarjeta gráfica 3Dfx Voodoo, la única tarjeta de nivel de consumidor en el momento capaz de ejecutar GLQuake. Anteriormente, John Carmack había experimentado con una versión de Quake específicamente escrita para el chip Rendition Vérité utilizado en la tarjeta PCI 3D Blaster de Creative Labs. Esta versión se había reunido con solo un éxito limitado, y Carmack decidió escribir para APIs genéricos en el futuro en lugar de la adaptación de hardware específico.

### WinQuake
El 11 de marzo de 1997, id Software lanzó WinQuake, una versión del motor que no utilizaba OpenGL (sino que utilizaba el modo Software) diseñado para funcionar bajo Microsoft Windows; El Quake original se había escrito para el DOS, permitiendo el lanzamiento de Windows 95, pero no podía funcionar bajo sistemas operativos basados Windows NT porque requería el acceso directo al hardware. WinQuake accedió a hardware a través de APIs basadas en Win32 como DirectSound, DirectInput y DirectDraw que se admitían en Windows 95, Windows NT 4.0 y versiones posteriores. Al igual que GLQuake, WinQuake también permite modos de video de mayor resolución. Esto eliminó la última barrera a la popularidad generalizada del juego. En 1998, LBE Systems y Laser-Tron lanzaron Quake: Arcade Tournament Edition en las arcades en cantidades limitadas

### Dimension of the Past
El 24 de junio de 2016, para celebrar el 20 aniversario de Quake, MachineGames desarrolló un paquete de misiones. Cuenta con 10 nuevos niveles de un solo jugador y un nuevo nivel multijugador, pero no utiliza nuevas incorporaciones de Scourge of Armagon y Dissolution of Eternity. Considerado el episodio que tiene lugar entre el juego principal y la expansiónes

### Vulkan rendering API
El 20 de julio de 2016, Axel Gneiting, un empleado de id Tech responsable de la implementación de la ruta de procesamiento de Vulkan al motor id Tech 6 utilizado en Doom (2016), lanzó un puerto con la api Vulkan para Quake 1 llamado vkQuake bajo la licencia GPLv2.

## Tecnología
Cuando un cliente se conecta al servidor, este le envía el estado actual de todas las entidades que componen el juego: misiles, otros jugadores y objetos estáticos. Mientras el juego está corriendo, la máquina cliente suministra al servidor con la dirección en que está mirando el jugador, este computa esta dirección y ejecuta la lógica del juego, enviando al cliente una actualización delta de los cambios en las entidades. En cada cuadro se tienen que enviar todos los objetos que han cambiado con sus nuevos valores... así como los que no han cambiado con la información mínima. Como medida de optimización, en realidad solo se envían aquellas entidades que entrarán dentro del corte de visualización del cliente, de modo que no tenga que viajar por la red datos sobre entidades que de todos modos no van a ser vistas por el cliente.
El juego se realiza en realidad sobre el servidor, y que los clientes son meros espectadores del resultado.
Más tarde, cuando los clientes tienen todos los datos del cuadro, el programa se limita a recoger la información de los polígonos, y pasárselo a las bibliotecas OpenGL (o a los representadores por software en las versiones originales) que se encargan de dibujar estos polígonos sobre pantalla con las texturas dadas.

### Predicción de movimiento
Esta técnica es muy utilizada en juegos en red, en los que, debido a las latencias entre los diferentes jugadores ubicados en distintos ordenadores conectados a la misma partida, a menudo el servidor deja de recibir información con lo que el personaje que controla dicho jugador se queda congelado para los demás jugadores. Esto puede repercutir en la calidad de juego para el resto de jugadores que ven cómo algunos jugadores se mueven a saltos, algo muy poco natural. Para evitar eso el servidor calcula cuál es la posición más probable cuando deja de recibir información, una vez recibe dicha información corrige la posición. Así se consigue algo más de fluidez en el movimiento de los personajes.

## Modificaciones
Se llama mods a los módulos que permiten cambiar la apariencia o la naturaleza de los juegos corriendo en el motor de Quake. Originalmente los "Mods" se limitaban a modificar la lógica del juegos, los gráficos y el sonido, pero tras el lanzamiento del código fuente de Quake, fue posible también modificar el motor del juego. 
La mayor parte de los "Mods" parten de los diseños originales del juego, y los utilizan para crear otra experiencia de juego. Pueden añadir nuevas formas de juego (como Capturar la Bandera, Asalto a la Fortaleza o rol) o añadir pequeñas modificaciones como un arma nueva o sonidos de distingo gusto. Una pequeña minoría modifica la totalidad de la experiencia de juego, son las "Total Conversion" donde el juego del "Mods" es de otro género al del juego original.
El primer mod de Quake importante fue Threewave Capture the Flag (CTF, Captura la Bandera), principalmente desarrollado por Dave 'Zoid' Kirsch. Se basa en el típico juego en el que dos equipos (rojo y azul) deben competir intentando capturar la bandera del equipo contrario, aunque algunos mapas estaban preparados para soportar hasta a cuatro equipos diferentes (rojo, azul, verde y amarillo). Captura la Bandera se convirtió en un modo estándar de juego incluido en la mayoría de los juegos multijugador aparecidos después de Quake, aparte del modo combate a muerte (Deathmatch) introducido por primera vez por Doom.
El popular mod «Asalto a la Fortaleza» TeamFortress para QuakeWorld consiste en un modo de juego Captura la Bandera, pero con un sistema de clases para los jugadores. Los jugadores adoptan un rol (la clase) y así obtienen unas habilidades (y restricciones) propias de ese papel que desempeña. Por ejemplo, la clase Soldado normal y corriente tiene una armadura media, velocidad media y una equilibrada selección de armas y granadas, mientras que la clase Explorador está débilmente protegido, es muy rápido, tiene un detector para los enemigos cercanos, pero tiene unas armas ofensivas muy débiles.

## Creación de mapas
Junto con la gran capacidad de modificación de los parámetros de juego, se une la posibilidad de creación de mapas (escenarios del juego) para ser utilizados directamente como misiones individuales o unidos para formar una campaña, o bien escenarios multiplayer en que se desarrollan los llamados deathmatch (combates entre jugadores), ya sea en línea o contra los bots (jugadores virtuales controlados por la inteligencia artificial).
En un principio, crear mapas para Quake era tarea de gente especializada en el tema, al no existir entonces algún software que simplificara esta labor. Posteriormente, diversos programadores crearon utilidades que permitieron al público masivo dar rienda suelta a su imaginación, sin necesidad de conocimientos especializados de computación.
En este sentido, muchos programas obtuvieron popularidad entre los aficionados, como es el caso de Quark (Quake Army Knife). Sin embargo, el más conocido de todos es Worldcraft, creado por Ben Morris en el mes de septiembre de 1996. Este editor de mapas se convirtió en uno de los favoritos de los fanáticos no solo por ser de los primeros en ver la luz, sino además por su simplicidad, intuitiva interfaz, compatibilidad con elementos creados a medida y rapidez de compilación. Tal nivel de genialidad consiguió este programa, que en julio de 1997 su creador fue contratado por la compañía de videojuegos Valve –adquiriendo asimismo los derechos intelectuales sobre el editor– para desarrollar el editor de mapas oficial de su masivamente famoso juego Half-Life, pasando ahora a llamarse Hammer (Worldcraft en su versión 3.0). A pesar de que esta nueva versión del editor ya no era compatible con Quake, programadores independientes lanzaron un parche que permite adaptar este juego con todas las mejoras que le fueron introducidas al otrora Worldcraft.
Junto con este famoso programa, es destacable también la gran utilidad que hasta hoy presenta el editor gráfico Wally. Este programa permite crear texturas para Quake (junto a otros juegos más, como el mismo Half-Life), pudiendo soportar la creación directa de los gráficos al más puro estilo Paint, como también la opción de importar archivos de imágenes (en numerosos formatos, incluyendo tga) que el mismo editor se encarga de traducir a la paleta de colores de Quake. Con esto –considerando las limitaciones colorativas del motor- los creadores de mapas pueden incluir en sus escenarios cuadros famosos, afiches publicitarios, murallas o decorados realistas, hasta incluso implementar fotografías propias que serán visibles dentro del juego.
Finalmente, dentro de la edición de Quake se pueden mencionar programas como Qped II, que presenta una amplia gama de utilidades, tales como compilar trabajos en archivos .pak (paquetes básicos del juego, que contienen desde la configuración hasta los mapas), observar los modelos tridimensionales de los personajes y extraer las texturas de los mapas, simplificando con creces la labor de cualquier aficionado a la edición de Quake.

## Historia

### Prelanzamiento
Un detalle poco conocido de la historia de los juegos de PC: La primera mención a Quake estaba en el primer juego de id Software, Commander Keen para PC, que fue lanzado en diciembre de 1990. El siguiente texto (el original estaba en inglés, se presenta aquí una versión traducida) estaba incluido en el archivo preview.ck1, que tiene fecha del 10 de diciembre de 1990:

MUY PRONTO POR ID SOFTWARE

Como continuación a nuestra trilogía de Commander Keen, Id Software está trabajando en The Fight for Justice: un nuevo acercamiento a los juegos de fantasía. Empezarás no como un débil sin alimento, empezarás como Quake, la más fuerte y peligrosa persona en el continente. Comenzarás con el Martillo de los Truenos, el Anillo de Regeneración y un artefacto transdimensional. Aquí empieza la diversión. ¡Luchas para Justice, una organización secreta dedicada a hacer desaparecer la maldad de la tierra! Es un emocionante juego de interpretación.
Y no sólo vagarás por la pantalla. The Fight for Justice contendrá fondos desplazándose totalmente animados. Todas las personas con las que te encuentres tendrán sus propias vidas, personalidades y objetivos. ¡Una versión para VGA con 256 colores estará disponible (pantallas de 256 colores con desplazamientos suaves, imagina eso)!
Y la profundidad del juego será muy intensa. No más «toc toc aquí hay un poco de oro». Existirán interesante puzzles y las decisiones no serán simples "sí/no" sino más bien complejas correlaciones de gentes y sucesos.
The Fight for Justice será el mejor juego de PC hasta ahora.

Quake fue elegido como el título en el que id Software estaba trabajando poco después del lanzamiento de Doom 2. Las primeras noticias describían a Quake como un personaje parecido a Thor que portaba un martillo gigante y era capaz de derribar a las personas tirando el martillo (junto con cinemáticas inversas en tiempo real). Las primeras capturas de pantalla mostraban ambientes medievales y dragones. El plan era que el juego tuviera más elementos de los JDR. Sin embargo el trabajo en el motor era muy lento, puesto que Carmack no solo desarrollaba un motor totalmente en 3D, sino también un sistema para redes TCP/IP (Carmack dijo posteriormente que debía haber desarrollado dos proyectos independientes para cada una de esas cosas). Al final el juego estaba muy lejos de sus intenciones originales, y presentaba un sistema de juego similar al del Doom 2. Adorado por la comunidad de jugadores, pronto destronó a los títulos FPS previos y revolucionó la manera en la que los juego multijugador fueron desarrollados. Las más importantes revistas de la época coincidieron en declarar que Quake marcaba "el año cero" en lo que se refiere a juegos asistidos por ordenador.

### DeathMatch Test
Antes del lanzamiento de Quake, el 24 de febrero de 1996, ID Software lanzó un Test solamente probado para DeathMatch llamado Qtest1 para así demostrar el magnífico motor gráfico 3D.
Aquel Qtest1 se pueden observar aquellas primitivas ideas del armamento de esta rara versión. La Shotgun, la SuperShotgun, o la RocketLauncher están intactas como la conoces en su versión final, pero las rarezas son la Nailgun y la SuperNailgun. Los niveles los clásicos DM: (DM1, DM2, DM3) aquí llamados: Test1, Test2, Test3. El Hud (barra de estado) con un diseño único,
enemigos los mismos pero con un diferentes skin y varios cambios como los ogros lanzaban Nails, el shalrath era un diferente modelo que caminaba en dos pies en vez de 3 de una araña, incluso 3 enemigos nuevos Vomitus (Monstruo que vomita tarbabys) Dragón (parecido a de Dissolution Of Eternity) Serpent (más que todo es como una serpiente voladora).

### Prelanzamiento deQuake
Un mes antes de la aparición definitiva de Quake, apareció un prelanzamiento, casi todo era igual a excepción del último nivel que era diferente y los shalrath lanzaban bolas de lava.

### QuakeWorld
Para mejorar la calidad del juego en línea, id Software lanzó QuakeWorld en 1996, una versión de Quake que incluía un código de red significativamente mejorado incluyendo predicción de movimiento. El código de red del Quake original fue diseñado para jugar en una LAN - una conexión de gran ancho de banda y baja latencia. Jugar a Quake en Internet a través de una conexión telefónica era terriblemente lento, con parones desconcertantes y retrasos mientras que el cliente esperaba por el servidor, y viceversa.
Con la ayuda de la predicción de movimiento, el código de red de QuakeWorld era mucho más adecuado para los jugadores con conexión telefónica con altos tiempos de ping. Los parámetros del código de red podía ser ajustados por el usuario, por lo que QuakeWorld ejecutaba bien para los usuarios con baja latencia (también conocidos como Low Ping Bastards (Bastardos con Ping Bajo) o LPB's) así como para jugadores con alta latencia (algunas veces llamados High Ping Weenies (salchichitas con Ping Alto) o HPB's). El popular mod Team Fortress está basado completamente es la plataforma QuakeWorld.

### Conversiones
En 1996 apareció la conversión de Quake a Linux que incluyó un robo de código y algunos parches enviados a id Software antes de que se convirtiera en una conversión oficial. 1997 vio algunos esfuerzos de conversión más, con una conversión a IRIX, llamada SGI Quake (enlace) (enlace roto disponible en Internet Archive; véase el historial, la primera versión y la última). realizada por Ed Hutchins en el SGI O2. SGI Quake tenía sistemas de representación mediante OpenGL y mediante software. También en 1997 aparecieron una conversión a MacOS, realizada por MacSoft, y una conversión a Solaris sobre Sparc. Muchas más conversiones fueron realizadas después de que se lanzara el código fuente.
El 4 de agosto de 2007, Quake fue puesto a la venta a través de la plataforma de distribución digital de videojuegos Steam, junto con una colección de otros títulos clásicos de id Software.

### Código fuente
El código fuente de los motores de Quake y QuakeWorld fueron licenciados mediante la GPL en 1999. Los mapas, objetos, texturas, sonidos y otros trabajos creativos de id Software permanecieron bajo su licencia original. La versión shareware de Quake es todavía libremente redistribuible y utilizable por el código del motor liberado mediante la GPL. Debes comprar una copia original del Quake para obtener la versión registrada del juego que incluye más episodios de un solo jugador y los mapas combate a muerte.

### Legado
Basados en el éxito del primer Quake, id publicó posteriormente Quake II, Quake III Arena y Quake IV, este último fue desarrollado por Raven Software utilizando el motor Id Tech 4.
Es también interesante destacar que Quake es el juego responsable de la aparición del fenómeno machinima en el cual las películas son realizadas mediante los motores gráficos de los juegos gracias a demos de Quake editadas como Ranger Gone Bad y Blahbalicious.

## Speed runs
Un grupo de jugadores expertos de Quake grabaron demos de los niveles de Quake completándolo en nuevas marcas de tiempo y las editaron en una demo de velocidad de Quake continua de 19 minutos y 49 segundos llamada Quake done Quick (QdQ, Quake hecho Rápido). El récord fue más tarde mejorado en Quake done Quicker (QdQr, Quake hecho más Rápido) hasta 16:35 y por último el increíble Quake done Quick with a Vengeance (QdQwav, Quake hecho Rápido con una Venganza, los títulos parafrasean los títulos originales de la trilogía de Jungla de cristal) hasta 12:23 en el nivel Nightmare (Pesadilla, el más difícil de todos). Se han realizado speed runs parecidos para los conjuntos de misiones de Quake, Quake II, Doom Ultimate Doom (16:05), Doom II (21:16) y Half-Life (31:00).

## QuakeCon
La popular «LAN party» estadounidense QuakeCon tiene sus raíces también en el juego. Esta convención para jugadores fue diseñada en un principio para que los fanes pudieran reunirse cada año y competir en una red de área local en condiciones igualadas sin los retrasos de las conexiones a Internet y las pérdidas de paquetes que dificultan el juego.

## Recepción

### Ventas
De acuerdo con David Kushner en Masters of Doom, id Software lanzó una versión de shareware minorista de Quake antes de la distribución completa del videojuego por parte de GT Interactive. Estas copias shareware se pueden convertir en versiones completas a través de contraseñas compradas por teléfono. Sin embargo, Kushner escribió que "los jugadores no perdieron el tiempo pirateando el shareware para desbloquear la versión completa del juego de forma gratuita". Este problema, combinado con la escala de la operación, llevó a id Software a cancelar el plan. Como resultado, la compañía se quedó con 150,000 copias shareware sin vender almacenadas. La empresa dañó Quake 'Las ventas iniciales de GT Interactive provocaron su venta minorista y se perdieron la temporada de compras navideñas. Tras el lanzamiento completo del juego, Kushner comentó que sus primeras "ventas fueron buenas, con 250,000 unidades vendidas, pero no un fenómeno como Doom II".
En los Estados Unidos, Quake ocupó el sexto puesto en las listas de ventas mensuales de juegos de computadora, según PC Data para noviembre y diciembre de 1996. Su edición de shareware fue el juego de computadora número seis más vendido del año 1996 en general, mientras que su SKU minorista obtuvo el lugar 20. Permaneció en el Top 10 mensual de PC Data de enero a abril de 1997, pero estuvo ausente en mayo. Durante sus primeros 12 meses, Quake vendió 373,000 copias al por menor y ganó $ 18 millones en los Estados Unidos, según PC Data. Sus ventas minoristas finales para 1997 fueron de 273,936 copias, lo que la convirtió en el decimosexto vendedor de juegos de computadora más grande del país en el año.
Las ventas de Quake llegaron a 550,000 unidades solo en los Estados Unidos en diciembre de 1999. A nivel mundial, vendió 1,1 millones de unidades para esa fecha.

### Crítica
Quake fue aclamado por la crítica en la PC. La crítica de los sitios web de revisión GameRankings y Metacritic dieron a la versión original de PC un 93.22% y 94/100, el port para Nintendo 64 un 76.14% y 74/100, y la versión de Sega Saturn un 64.50%. Un crítico de Next Generation elogió la física 3D realista del juego y los efectos de sonido realmente desconcertantes. Major Mike de GamePro dijo Quake había sido promocionado en exceso, sin embargo es excelente, particularmente su uso de su avanzado motor 3D. También elogió los efectos de sonido, la música atmosférica y los gráficos, aunque criticó que los polígonos utilizados para construir los enemigos son demasiado obvios a corta distancia.
Menos de un mes después del lanzamiento de Quake (y un mes antes de que realmente revisaran el videojuego), Next Generation lo incluyó como el número 9 en sus "100 mejores juegos de todos los tiempos", diciendo que es similar a Doom pero admite un máximo de ocho jugadores en lugar de cuatro. En 1996, Computer Gaming World enumeró "telefragged" como el #1 en su lista de "las 15 mejores maneras de morir en juegos de computadora". En 1997, en los Game Developers Choice Awards le otorgaron a Quake tres premios destacados por los mejores efectos de sonido, mejor música o banda sonora y el mejor juego en línea/Internet.